# Nancy (filme)
Nancy é um filme de drama estadunidense de 2018 dirigido e escrito por Christina Choe. Estrelado por Andrea Riseborough, estreou no Festival Sundance de Cinema em 20 de janeiro de 2018.

## Elenco
- Andrea Riseborough - Nancy Freeman
- Steve Buscemi - Leo
- Ann Dowd - Betty Freeman
- John Leguizamo - Jeb
- J. Smith-Cameron - Ellen